# Mistrovství České republiky v soutěžním lezení
Mistrovství České republiky v soutěžním lezení (MČR) jsou česká národní mistrovství ve sportovním lezení. Pro jednotlivé disciplíny, jako jsou lezení na obtížnost, lezení na rychlost a bouldering jsou zpravidla pořádána samostatně, každý rok. Závody jsou součástí Českého poháru v soutěžním lezení.
Z hlediska (horo)lezecké terminologie se v Čechách o lezeckých závodech ve sportovním lezení hovoří o soutěžním lezení (soutěže ve sportovním lezení), ve světě pak sport climbing competition, nicméně i pojmenování jednotlivých ročníků se vyvíjela a komolila, někdy lze u starších ročníků najít i MČR ve sportovním lezení.
Kromě závodů pro dospělé pořádá Český horolezecký svaz (ČHS) také MČR mládeže, MČR veteránů a spolupracuje při pořádání akademických MČR. Standardy mají návaznost na pravidla Mezinárodní federace sportovního lezení (IFSC). Dále pořádá ČHS také MČR v ledolezení nebo drytoolingu a MČR ve skialpinismu.
Medailisté dle jednotlivých disciplín
- Seznam medailistů na mistrovství České republiky v lezení na obtížnost
- Seznam medailistů na mistrovství České republiky v lezení na rychlost
- Seznam medailistů na mistrovství České republiky v boulderingu

## Historie
Počátky MČR sahají do období pořádání prvních novodobých mezinárodních závodů kolem roku 1989 a období rozdělení Československa. Prvním mistrem Československa v lezení na obtížnost byl v roce 1989 český horolezec Jan Kreisinger. Prvním vítězem mistrovství České republiky v roce 1993 pak Salavat Rachmetov z Kazachstánu, který poté i se svým bratrem v Čechách zůstal a v oboru má také zaměstnání (±2015), na Ruzyni se ho účastnilo mnoho lezců, českou jedničkou zde byl Marek Havlík (v celkovém pořadí až sedmý, vyhlašovali se také Češi). Mezi vítěze mistrovství Československa patřil v 90. letech například také polský lezec Andrzej Marcisz.
První MČR v lezení na rychlost se konala v Novém Boru, Polici nad Metují a v Kladně, v roce 1999 a 2000 byl mistrem Daniel Kadlec.
Poslední disciplínou je bouldering, 1. MČR se konalo až v roce 2002 v Praze ve starém BoulderBaru v Jámě, zvítězili zde první čeští reprezentanti v boulderingu Tomáš Doubravský a Lenka Trnková
- pozn.: Informace o prvních mistrovstvích lze dohledat v horolezeckých časopisech jako např. MiniHory a Montana, po roce 2001 na stránkách Lezec.cz, ČHS měl v roce 2017 veřejně dostupné výsledky pouze k závodům pořádaných od roku 2010.

## Vítězové závodů
- starší závody nejsou zmapované

| Rok                         | Obtížnost                      | Obtížnost                       | Rychlost       | Rychlost        | Bouldering                  | Bouldering               |
| Rok                         | muži                           | ženy                            | muži           | ženy            | muži                        | ženy                     |
| --------------------------- | ------------------------------ | ------------------------------- | -------------- | --------------- | --------------------------- | ------------------------ |
| Mistrovství Československa  |                                |                                 |                |                 |                             |                          |
| 1989                        | Jan Kreisinger                 |                                 |                |                 | —                           | —                        |
| 1990                        |                                |                                 |                |                 | —                           | —                        |
| 1991                        |                                |                                 |                |                 | —                           | —                        |
| 1992                        |                                |                                 |                |                 | —                           | —                        |
| Mistrovství České republiky |                                |                                 |                |                 |                             |                          |
| 1993                        | Salavat Rachmetov Marek Havlík | Ivona Marczisz Barbara Stránská | —              | —               | —                           | —                        |
| 1994                        |                                |                                 |                |                 | —                           | —                        |
| 1995                        |                                |                                 |                |                 | —                           | —                        |
| 1996                        |                                |                                 |                |                 | —                           | —                        |
| 1997                        |                                |                                 |                |                 | —                           | —                        |
| 1998                        | Pavel Kořán                    | Simona Ulmonová                 |                |                 | —                           | —                        |
| 1999                        | Maxim Petrenko                 | Simona Ulmonová                 | Daniel Kadlec  |                 | —                           | —                        |
| 2000                        | Tomáš Mrázek                   | Věra Kotasová-Kostruhová        | Daniel Kadlec  | Lenka Trnková   | —                           | —                        |
| 2001                        | Tomáš Mrázek                   | Věra Kotasová-Kostruhová        |                |                 | —                           | —                        |
| 2002                        | Tomáš Mrázek                   | Silvie Rajfová                  | Jiří Švácha    |                 | Tomáš Doubravský            | Lenka Trnková            |
| 2003                        | Tomáš Mrázek                   | Tereza Kysilková                | Libor Hroza    | Eliška Karešová | Jakub Hlaváček              | Věra Kotasová-Kostruhová |
| 2004                        | Tomáš Mrázek                   | Silvie Rajfová                  | Libor Hroza    | Eliška Karešová | Jan Zbranek                 | Saša Holková             |
| 2005                        | Tomáš Mrázek                   | Silvie Rajfová                  | Libor Hroza    | Eliška Karešová | Tomasz Oleksy Martin Fojtík | Věra Kotasová-Kostruhová |
| 2006                        | Tomáš Mrázek                   | Silvie Rajfová                  |                |                 | Jakub Hlaváček              | Věra Kotasová-Kostruhová |
| 2007                        | Tomáš Mrázek                   | Nelly Kudrová                   | Libor Hroza    | Lucie Hrozová   | Martin Stráník              | Lucie Hrozová            |
| 2008                        | Tomáš Mrázek                   | Lucie Hrozová                   | Libor Hroza    | Lucie Hrozová   | Martin Stráník              | Věra Kotasová-Kostruhová |
| 2009                        | Adam Ondra                     | Nelly Kudrová                   | Libor Hroza    | Lucie Hrozová   | Martin Stráník              | Nelly Kudrová            |
| 2010                        | Martin Stráník                 | Edita Vopatová                  | Libor Hroza    | Lucie Hrozová   | Martin Stráník              | Nelly Kudrová            |
| 2011                        | Adam Ondra                     | Tereza Svobodová                | Milan Dvořáček | Eva Křížová     | Martin Stráník              | Lenka Frühbauerová       |
| 2012                        | Martin Stráník                 | Andrea Pavlincová               | Jan Kříž       | Eva Křížová     | Štěpán Stráník              | Nelly Kudrová            |
| 2013                        | Martin Stráník                 | Edita Vopatová                  | Jan Kříž       | Lucie Hrozová   | Martin Stráník              | Nelly Kudrová            |
| 2014                        | Martin Stráník                 | Edita Vopatová                  | Jan Kříž       | Lucie Hrozová   | Martin Stráník              | Karina Bílková           |
| 2015                        | Vojtěch Trojan                 | Iva Vejmolová                   | Jan Kříž       | Andrea Pokorná  | Jan Chvála                  | Petra Růžičková          |
| 2016                        | Jakub Konečný                  | Veronika Šimková                | Petr Burian    | Sára Urbanová   | Martin Stráník              | Veronika Šimková         |
| 2017                        | Adam Ondra                     | Iva Vejmolová                   |                |                 | Martin Stráník              | Petra Růžičková          |
| 2018                        | Adam Ondra                     | Iva Vejmolová                   |                |                 | Vojtěch Trojan              | Eliška Adamovská         |
| 2019                        | Adam Ondra                     | Eliška Adamovská                |                |                 | Eduard Minks                | Tereza Kubátová          |
| 2020                        | Adam Ondra                     | Eliška Adamovská                |                |                 | Adam Ondra                  | Eliška Adamovská         |
| 2021                        | Adam Ondra                     | Eliška Adamovská                |                |                 | Adam Ondra                  | Eliška Adamovská         |
| 2022                        | Martin Stráník                 | Eliška Adamovská                |                |                 | Martin Stráník              | Arina Jurčenko           |

## Nejúspěšnější medailisté
| Jméno          | Celkem   | Zlato | Stříbro | Bronz                                                                     | Disciplíny                    | Období               |
| -------------- | -------- | --- | --- | ------------------------------------------------------------------------- | ----------------------------- | -------------------- |
| Martin Stráník | (11/5/2) | · - · | · - · | · -                                                                       | obtížnost rychlost bouldering | 2006-2014 2007 2007- |
| Tomáš Mrázek   | (9/0/0)  | Zlatá medaile · Zlatá medaile · Zlatá medaile · Zlatá medaile · Zlatá medaile · Zlatá medaile · Zlatá medaile · Zlatá medaile · Zlatá medaile | — | —                                                                         | obtížnost                     | 2000-2008            |
| Libor Hroza    | (7/0/0)  | Zlatá medaile · Zlatá medaile · Zlatá medaile · Zlatá medaile · Zlatá medaile · Zlatá medaile · Zlatá medaile                                 | — | —                                                                         | rychlost                      | 2003-2010            |
| Jan Kříž       | (4/0/0)  | Zlatá medaile · Zlatá medaile · Zlatá medaile · Zlatá medaile                                                                                 | — | —                                                                         | rychlost                      | 2012-2015            |
| Adam Ondra     | (4/0/0)  | Zlatá medaile · Zlatá medaile · Zlatá medaile · Zlatá medaile                                                                                 | — | —                                                                         | obtížnost                     | 2009-2018            |
| Jakub Hlaváček | (2/9/4)  | - · | Stříbrná medaile · Stříbrná medaile · Stříbrná medaile · Stříbrná medaile · Stříbrná medaile · Stříbrná medaile · Stříbrná medaile · Stříbrná medaile · Stříbrná medaile | Bronzová medaile · Bronzová medaile · Bronzová medaile · Bronzová medaile | obtížnost bouldering          | 2001-2016 2002-2014  |

## Nejúspěšnější medailistky
| Jméno                    | Celkem  | Zlato | Stříbro                                                | Bronz            | Disciplíny                    | Období                        |
| ------------------------ | ------- | --- | ------------------------------------------------------ | ---------------- | ----------------------------- | ----------------------------- |
| Lucie Hrozová            | (8/3/1) | Zlatá medaile · Zlatá medaile · Zlatá medaile · Zlatá medaile · Zlatá medaile · Zlatá medaile · Zlatá medaile · Zlatá medaile | Stříbrná medaile · Stříbrná medaile · Stříbrná medaile | · x · x          | obtížnost rychlost bouldering | 2007-2011 2004-2014 2007-2010 |
| Nelly Kudrová            | (6/4/0) | Zlatá medaile · Zlatá medaile · Zlatá medaile · Zlatá medaile · Zlatá medaile · Zlatá medaile                                 | - ·                                                    | -                | obtížnost bouldering          | 2007-2009 2009-2016           |
| Věra Kotasová-Kostruhová | (6/1/0) | Zlatá medaile · Zlatá medaile · Zlatá medaile · Zlatá medaile · Zlatá medaile · Zlatá medaile                                 | · -                                                    | -                | obtížnost bouldering          | 2000-2002 2003-2008           |
| Silvie Rajfová           | (4/2/0) | · - | Stříbrná medaile · Stříbrná medaile                    | —                | obtížnost bouldering          | 2002-2008 2008                |
| Eliška Karešová          | (4/0/0) | Zlatá medaile · Zlatá medaile · Zlatá medaile · Zlatá medaile                                                                 | —                                                      | —                | rychlost                      | 2001-2005                     |
| Iva Vejmolová            | (3/3/0) | Zlatá medaile · Zlatá medaile · Zlatá medaile                                                                                 | Stříbrná medaile · Stříbrná medaile · Stříbrná medaile |                  | obtížnost                     | 2013-2018                     |
| Edita Vopatová           | (3/1/1) | Zlatá medaile · Zlatá medaile · Zlatá medaile                                                                                 | Stříbrná medaile                                       | Bronzová medaile | obtížnost                     | 2009-2014                     |
| Petra Růžičková          | (2/1/1) | Zlatá medaile · Zlatá medaile                                                                                                 | Stříbrná medaile                                       | Bronzová medaile | bouldering                    | 2012-2017                     |